# Östersjön (Snavlunda socken, Närke)
Östersjön är en sjö i Askersunds kommun i Närke och ingår i Motala ströms huvudavrinningsområde. Sjön har en area på 2,9 kvadratkilometer och ligger 108,2 meter över havet.

## Delavrinningsområde
Östersjön ingår i det delavrinningsområde (653819-144991) som SMHI kallar för Utloppet av Östersjön. Medelhöjden är 121 meter över havet och ytan är 28,15 kvadratkilometer. Det finns ett avrinningsområde uppströms, och räknas det in blir den ackumulerade arean 49,97 kvadratkilometer. Vattendraget som avvattnar avrinningsområdet har biflödesordning 3, vilket innebär att vattnet flödar genom totalt 3 vattendrag innan det når havet efter 172 kilometer. Avrinningsområdet består mestadels av skog (67 procent) och öppen mark (11 procent). Avrinningsområdet har 2,89 kvadratkilometer vattenytor vilket ger det en sjöprocent på 10,3 procent.